# Samuel Friedrich Stein
Samuel Friedrich Nathaniel Ritter von Stein (Niemegk, 3 de noviembre de 1818 - 8 de enero de 1885) fue un botánico, algólogo y entomólogo alemán.
De 1850 a 1855, fue profesor de la Real Academia Sajona de Forestales en Tharandt; y profesor, y más tarde rector, en la Universidad Carolina de Praga, de 1855 a 1876. Se enfocó sobre invertebrados, especialmente en Diptera.

## Biografía
Completó sus estudios en 1841, realizando su trabajo de doctorado en la Universidad de Berlín. El 29 de mayo de 1844, en Berlín, se casó con Emma Johanne Couard Ottilie (30 de diciembre de 1823, en Berlín, murió 2 de septiembre de 1903, en Asch). La pareja tuvo nueve hijos. El penúltimo, hija Adelheid von Stein (25 de mayo de 1859), se casó con Joseph Neuwirth.
La obra científica de Stein se centró en los invertebrados, y sobre todo en Diptera, así como en animales unicelulares. Su trabajo en infusorios se convirtió en la base de toda la investigación posterior en este ámbito.
Stein fue nombrado conservador del Museo de Zoología de la Universidad de Berlín, en 1849. De 1850 a 1855, fue profesor de zoología y de botánica en la Academia de Ciencias Forestales en Tharandt, Sajonia, 20 km al sudoeste de Dresde. Tharandt tenía una de las principales escuelas forestales en Alemania.
La educación formal en el sector forestal comenzó alrededor de 1840, cuando se establecieron las escuelas forestales privadas. Estas fueron la consecuencia de las antiguas escuelas de maestría. La universidad forestal en Tharandt se desarrolló en la Escuela Master Cotta. Aunque no es del mismo orden, Tharandt tenía estrechos vínculos con la Escuela Nacional Francesa de Bosques, que había sido establecida en Nancy, Francia, en 1825. El trabajo en Tharandt, bajo la supervisión de Stein era de un orden muy alto, completamente profesional y de normas técnicas muy desarrolladas.
En 1855, se convirtió en profesor en la Universidad Carolina de Praga, donde trabajó hasta su jubilación. Se desempeñó como rector de la universidad en el curso académico 1875-1876.

## Algunas publicaciones
- De Myriapodum partibus genitalibus, nova generationis theoria atque introductione systematica adjectis. Dissertatio inauguralis zoologica quam [...] in Alma Universitate Litteraria Friderica-Guilielma [... (16.Aug. 1841) ] publice defendet auctor, Berlín: Brandes et Klewert 1841
- Die lebenden Schnecken und Muscheln der Umgegend Berlins, Berlín: Reimer, 1850
- Die Infusionsthiere auf ihre Entwicklungsgeschichte untersucht, Leipzig: Engelmann 1854
- Der Organismus der Infusionsthiere nach eigenen Forschungen, Leipzig: Engelmann, Teil 1: 1859, Teil 2: 1867, Teil 3: 1878, Teil 4: 1863 (nota: primera obra de Stein)
- Über die Hauptergebnisse der Infusorienforschungen. Ein Vortrag, Vienna: Staatsdruckerei, 1863

## Reconocimientos
Fue ennoblecido el 27 de abril de 1878, en Viena por Francisco José I de Austria.